# Hoya omlorii
Hoya omlorii är en oleanderväxtart som först beskrevs av Livsh. och Meve, och fick sitt nu gällande namn av L.Wanntorp och Meve. Hoya omlorii ingår i släktet Hoya och familjen oleanderväxter. Inga underarter finns listade i Catalogue of Life.